# Waffenstillstand von Compiègne (1940)

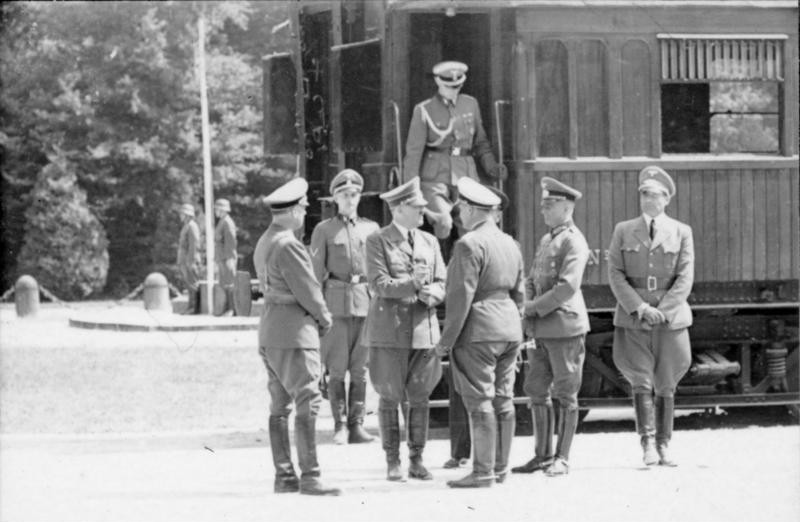
Vorbesprechung am 21. Juni 1940, v.l.n.r: Joachim von Ribbentrop, Adolf Hitler, Hermann Göring, Erich Raeder, Walther von Brauchitsch,
Rudolf Heß

Der Waffenstillstand von Compiègne im Zweiten Weltkrieg wurde am 22. Juni 1940 zwischen dem Deutschen Reich und Frankreich im nordfranzösischen Compiègne geschlossen und beendete den Westfeldzug. Im Französischen werden beide Waffenstillstände 1918 und 1940 auch l’Armistice de Rethondes genannt. Der Waffenstillstand sah die Besetzung von 60 Prozent des französischen Territoriums in Europa durch die deutsche Wehrmacht vor. Im unbesetzten Teil Frankreichs bildete sich das eng an Deutschland angelehnte Vichy-Regime. Die Bedingungen des Waffenstillstands kamen einer Kapitulation Frankreichs gleich, es verlor seine vormalige Souveränität. Das Vichy-Regime protestierte schon im September 1940 gegen die völkerrechtswidrige De-facto-Annexion von Elsass-Lothringen und weitere Vertragsverletzungen des Deutschen Reiches.

## Politische Rahmenbedingungen
Der sogenannte Sitzkrieg wurde am 10. Mai 1940 mit dem Angriff auf die Niederlande, Belgien und Luxemburg („Fall Gelb“) und dem Vorstoß durch Frankreich zur Kanalküste an der Mündung der Somme beendet. Dieses war der erste Teil des Westfeldzugs. Da er zügig gelang, konnte die Wehrmacht am 5. Juni 1940 mit dem zweiten Teil beginnen: dem Fall Rot, der Vorstoß nach Südfrankreich und in Richtung der Schweizer Grenze. Die französische Armee erlitt eine beispiellose militärische Niederlage. Durch die Strategie des Blitzkrieges gelang es der deutschen Wehrmacht, die französischen und britischen Truppen in Belgien und Nordfrankreich vernichtend zu schlagen. Begünstigt wurde dies durch einige Pannen und Fehlentscheidungen, Zögern auf französischer Seite z. B. in der Schlacht bei Sedan, veraltete Strategien, mangelnde Motorisierung der französischen Armee und dadurch, dass ein (zu) großer Teil der Armee an der Maginot-Linie belassen wurde. Am 10. Juni 1940 wurde Paris zur offenen Stadt erklärt und am 14. Juni von deutschen Truppen eingenommen. Der Regierungschef der Dritten Republik Paul Reynaud verkündete angesichts der Niederlage am 16. Juni 1940 seinen Rücktritt. Als neuer Staatschef wurde Marschall Pétain bestimmt. Einen Tag darauf bat Pétain, seit der Schlacht um Verdun im Jahr 1916 als Nationalheld gefeiert, um einen Waffenstillstand mit dem Deutschen Reich.

## Verhandlungsverlauf

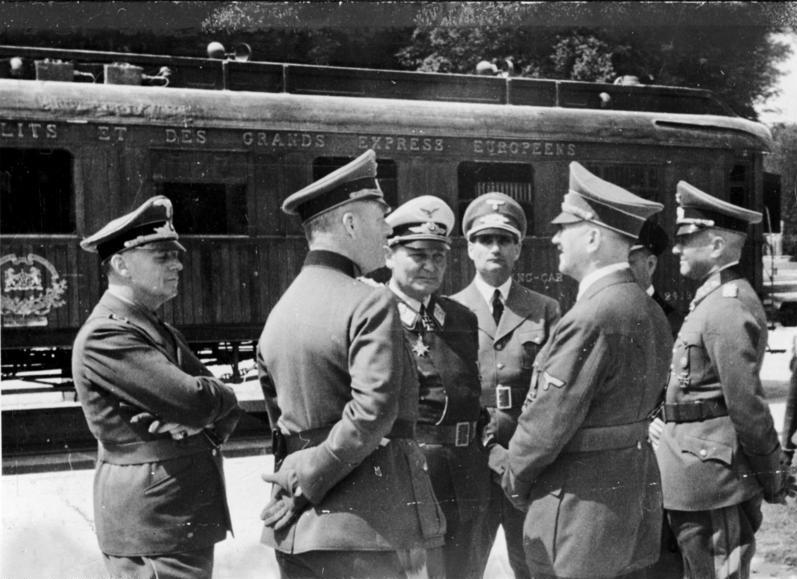
(vlnr.) Joachim von Ribbentrop, Wilhelm Keitel, Hermann Göring, Rudolf Hess, Adolf Hitler, Erich Raeder, Walther von Brauchitsch, 21. Juni 1940

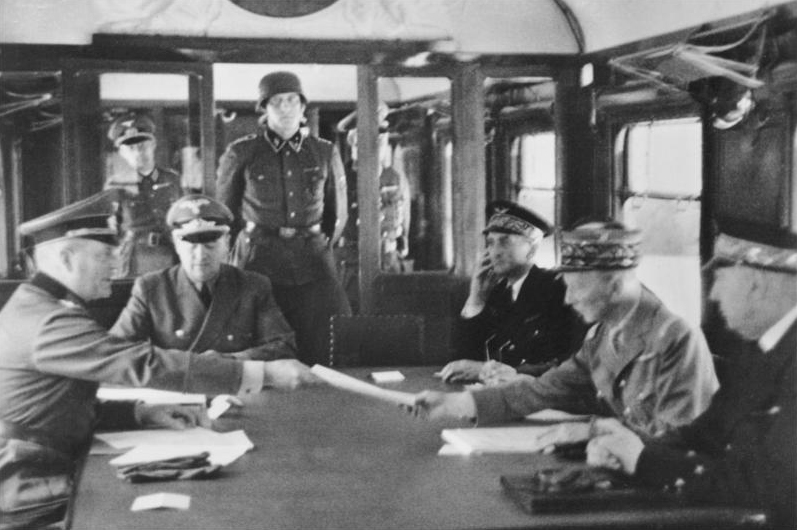
Waffenstillstandsverhandlungen zwischen Frankreich und Deutschland, 22. Juni 1940; links Wilhelm Keitel als deutscher Verhandlungsleiter, ihm gegenüber rechts Charles Huntziger, der die Bedingungen des NS-Regimes akzeptieren musste

Der deutsche Diktator Adolf Hitler sah in diesem Ersuchen die willkommene Gelegenheit, sich für die Niederlage von 1918 und insbesondere für den als überhart empfundenen, von den Alliierten weitgehend diktierten Friedensvertrag von Versailles zu rächen. Als Ort wählte er die Lichtung von Compiègne, d. h. denselben Ort, an dem der Waffenstillstand 1918 unterzeichnet worden war. Die Verhandlungen fanden in dem auch 22 Jahre zuvor verwendeten Wagen von Compiègne statt; Hitler hatte diesen eigens aus dem Museumsgebäude holen lassen, wozu die Wand auf der Frontseite teilweise herausgebrochen werden musste. Im Vorfeld der Verhandlung wurde das französische Denkmal, das an den Sieg 1918 erinnerte, mit der Reichskriegsflagge bedeckt. Wiederum wurden die Waffenstillstandsbedingungen weitgehend diktiert, diesmal von deutscher Seite. Diese Bedingungen kamen einer Kapitulation Frankreichs gleich, denn sie beendeten die Existenz eines souveränen französischen Staates – der Dritten Französischen Republik – zu Gunsten des Vichy-Regimes.

## Vertragsbedingungen
Die deutschen Forderungen des Jahres 1940 ergaben sich teilweise aus der Notwendigkeit für die deutschen Streitkräfte, die Gebiete gegenüber Großbritannien für eine weitere Kriegsführung zu nutzen und Frankreich eine Weiterführung des Kampfes unmöglich zu machen, teilweise aber auch aus weitergehenden Annexions- und ‚Umvolkungs‘-Plänen, wie sie in einer Denkschrift des zuständigen Staatssekretärs Wilhelm Stuckart vorgeschlagen worden waren. Nordfrankreich und die Küstengebiete zum Atlantik, insgesamt 60 Prozent des Landes, fielen direkt unter deutsche Besatzung. Die Départements Nord und Pas-de-Calais (beide teilw. flämischsprachig) unterstellte man der Militärverwaltung in Belgien und Nordfrankreich. Die französische Armee wurde auf eine Stärke von 100.000 Mann festgesetzt. Der Status der französischen Kriegsgefangenen sollte in einem folgenden Friedensvertrag geklärt werden. Artikel 3 stellte der französischen Regierung frei, ihren Sitz im unbesetzten Teil Frankreichs oder aber in Paris zu nehmen. Artikel 19 sah vor, dass Frankreich sämtliche vom Deutschen Reich benannten deutschen Staatsbürger, die sich auf französischem Territorium befanden, auszuliefern hatte. Die Wehrmacht verfolgte auch in Frankreich die Strategie, ihre Besatzungstruppen vom besiegten Land ernähren zu lassen. Der französische Staat wurde dazu verpflichtet, die Kosten der deutschen Besatzung – 20 Millionen Reichsmark pro Tag – zu tragen. Die inneren Verhältnisse der französischen Kolonien blieben unangetastet. Die französische Kriegsflotte sollte nicht vollständig demobilisiert werden, gemäß Artikel 8 war ein Teil der Kriegsflotte zur Wahrung französischer Interessen in den französischen Kolonien freigegeben.
Zur Regelung strittiger Fragen wurde am 30. Juni 1940 eine Waffenstillstandskommission eingerichtet, die für die Zeit der Besetzung existieren sollte und in Wiesbaden residierte. Ihre Bezeichnung war Deutsche Waffenstillstandskommission (DWstK), sie verfügte über eine Außenstelle in Paris und über Kontrollinspektionen in Bourges und in Nordafrika und unterstand dem Oberkommando der Wehrmacht (OKW). Die Waffenstillstandskommission wurde ursprünglich als die legitime Verbindungsstelle zwischen der deutschen Regierung und der französischen Regierung angesehen. Vorsitzender der Kommission war bis Februar 1941 der Kommandierende General des II. Armeekorps General Carl-Heinrich von Stülpnagel (später Militärbefehlshaber), danach General der Artillerie Oskar Vogl. Die drei Wehrmachtsteile stellten je einen höheren Offizier als Abgeordneten in die Kommission, die Chefs der jeweiligen Unterkommissionen Heer, Luftwaffe und Marine waren. Der Chef der französischen Delegation war bis zum 14. September 1940 General Charles Huntziger, danach General Paul-André Doyen.

## Folgen des Waffenstillstands

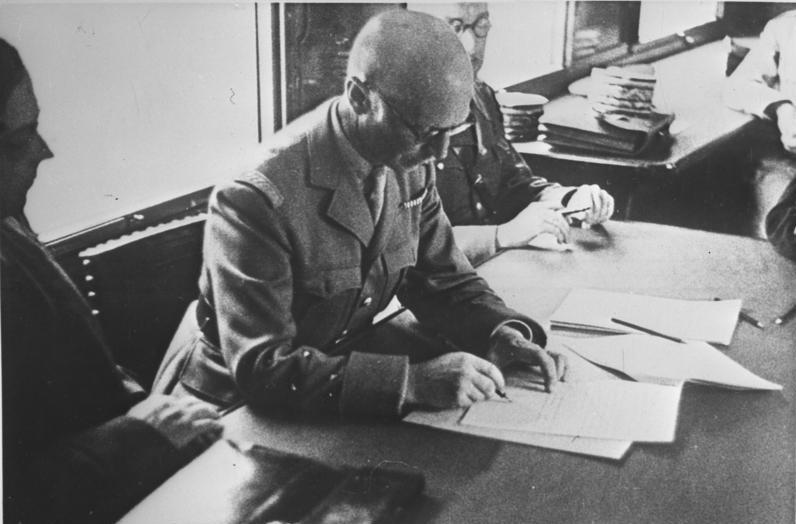
Der französische General Charles Huntziger beim Unterzeichnen

Der Waffenstillstand trat am 25. Juni 1940 in Kraft. Er sah keine territorialen Veränderungen vor. Das Deutsche Reich hatte zwischen dem 15. und dem 22. Juni die Départements Bas-Rhin, Haut-Rhin im Elsass und Moselle in Lothringen deutscher Zivilverwaltung unterstellt und de facto annektiert. Am 28. Juni zogen die Deutschen in Straßburg ein; im September brannte die Synagoge der Stadt. Als Chefs der Zivilverwaltung setzte das Armee-Oberkommando Robert Wagner, den badischen Gauleiter, und Josef Bürckel, den des Gaus Saarpfalz, ein, die sofort das Abkommen aushebelten.
Von den Plänen der Regierung Pétain alarmiert, ging Charles de Gaulle – damals Staatssekretär des Kriegsstaates – nach London ins Exil. Dort hielt er am 18. Juni 1940 eine Radioansprache an das französische Volk, die von der BBC ausgestrahlt wurde. Wenige Tage nach dem Abschluss des Waffenstillstands fasste de Gaulle die in England verbliebenen 110.000 französischen Soldaten zu den Freien Französischen Streitkräften (Forces françaises libres) zusammen und proklamierte die Fortsetzung des Krieges. Der Vertrag verzögerte die Bildung einer Widerstandsbewegung (Résistance) auf französischem Boden, da das autoritäre Kollaborationsregime diese durch Repressionen unterdrückte. Als direkte militärische Folge des Waffenstillstands beschoss die britische Marine wenige Tage nach den Ereignissen die französische Flotte bei Mers-el-Kébir, um sie nicht in deutsche Hände fallen zu lassen (siehe Operation Catapult).
Der Auslieferungsartikel 19 Absatz 2 wurde vom Deutschen Reich dazu benutzt, rassisch oder politisch verfolgter Emigranten habhaft zu werden. Diese wurden auf Anforderung des deutschen Auswärtigen Amtes durch die französische Polizei verhaftet und in der Regel an die Gestapo übergeben. Von dort kamen sie meist direkt in ein Konzentrationslager, was für die Mehrheit den sicheren Tod bedeutete.
Auf Befehl Hitlers wurden der Waggon, der Erinnerungsstein (siehe Gestaltung der Lichtung von Compiègne) und das französische Siegesmonument nach Berlin verbracht. Zerstört wurden die Erinnerungsstätten einschließlich der beiden Steine zur Markierung der Stelle, an der am 11. November 1918 die beiden Waggons gestanden hatten. Die Inschrift auf einem der beiden Steine lautete „L[e]s pl[é]nipotentiaires Allemands“, d. h. „Die deutschen Bevollmächtigten“. Lediglich das Denkmal von Marschall Foch wurde erhalten.
Frankreich sieht heute im Waggon von Compiègne wieder eines seiner wichtigsten historischen Monumente. Der Ort der Unterzeichnung der beiden Waffenstillstände ist zugleich zu einem Platz der Aussöhnung zwischen Frankreich und Deutschland geworden. Gegenüber dem Denkmal von General Foch auf der Lichtung wächst heute eine Eiche aus dem Wald der ehemaligen Luftmunitionsanstalt Crawinkel. Der junge Baum wurde dort ausgegraben, wo der Waggon von Compiègne 1945 letztlich zerstört wurde.

## Vertragsverletzungen
Am 3. September 1940 protestierte General Huntziger für die Vichy-Regierung in zwölf Punkten gegen die Annexion Elsass-Lothringens und die damit verbundenen Vertragsverletzungen des Deutschen Reiches:
1. die Amtsenthebung französischer Beamter, wie Präfekten, Unterpräfekten und Bürgermeister;
2. die Vertreibung des Bischofs von Metz;
3. die Weigerung, den Bischof von Straßburg wieder einreisen zu lassen;
4. den Zusammenschluss des Elsass mit Baden und
5. Lothringens mit der Saarpfalz;
6. die Grenzverschiebung;
7. die Einführung der deutschen Verwaltung;
8. die Eingliederung von Post und Eisenbahn in das deutsche System;
9. das Verbot der französischen Sprache;
10. die Eindeutschung von Ortsnamen;
11. die Einführung der Rasse-Gesetzgebung
12. und damit die Vertreibung der Juden, die Verweigerung der Rückkehr von Juden und die Beschlagnahme ihres Vermögens.

Ebenso erhob Huntzigers Nachfolger General Paul Doyen formell Einspruch gegen die Vertreibungen französischer Familien aus den drei Ost-Départements, die in den nicht besetzten Teil Frankreichs abgeschoben würden. Denn neben Bewohnern, die mehr oder weniger freiwillig geflüchtet waren (und nicht zurückkehren durften), hatten die Deutschen bis Ende September 1940 etwa 54.000 Elsässer und Lothringer in das verbleibende Frankreich abgeschoben. Bis zum Jahresende 1940 wurde diese Zahl noch verdoppelt.

## Unterzeichner

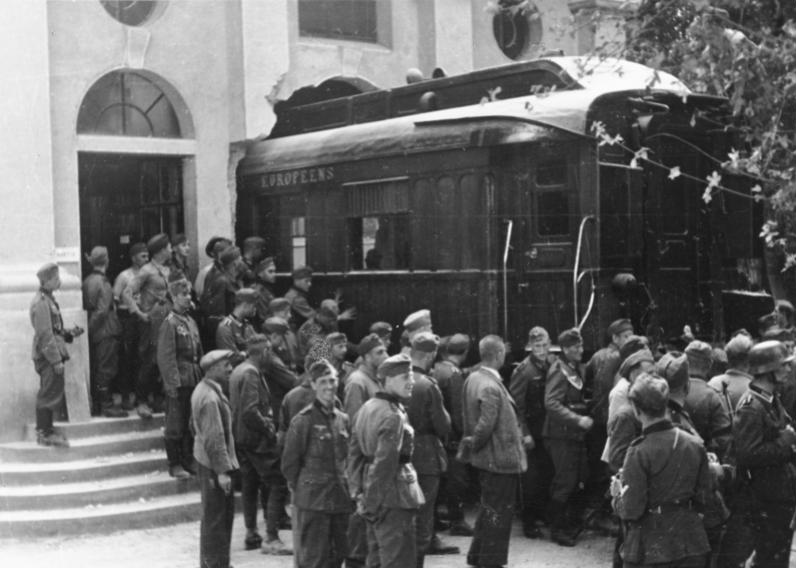
Herausfahren des Eisenbahnwaggons, in dem 1918 der Waffenstillstand unterzeichnet wurde, aus dem Museum

- Deutschland: Generaloberst Wilhelm Keitel
- Frankreich: General Charles Huntziger